# سونات شماره ۲۳ پیانو (بتهوون)
سونات پیانو شماره ۲۳ لودویگ فان بتهوون اپوس ۵۷ در فا مینور، بزرگ‌ترین سونات بتهوون در دورهٔ دوم سونات‌های اوست. کرانس، یکی از ناشران آثار بتهوون در هامبورگ، در ۱۸۳۸ نام آپاسیوناتا را برای این سونات انتخاب کرد و از این جهت به این نام مشهور شده‌است. این اثر در طی سال‌های ۱۸۰۴ و ۱۸۰۵ نوشته و اولین بار در ۱۸۰۷ در وین منتشر شد.
از حیث قدرت و هیجان، آپاسیوناتا شبیه سونات شماره ۸ (پاتتیک) است، ولی قدرت و ارزش آن از لحاظ فنی به‌مراتب بیش از آن است. یک بار آنتون شیندلر (۱۷۹۵–۱۸۶۴)، دوست و شاگرد بتهوون، منظورِ آهنگ‌ساز را از جملات هیجان‌آورِ این سونات سؤال کرد؛ بتهوون گفت: طوفان شکسپیر را در این قطعه بیابید.
اجرای کامل این اثر به‌طور معمول حدود ۲۵ دقیقه طول می‌کشد.

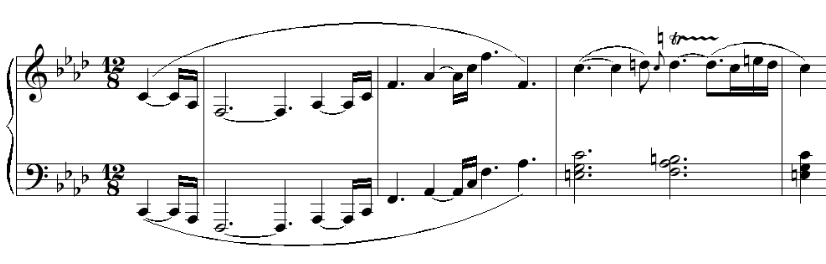
نُت‌های آغازینِ موومان اولِ آپاسیونا

## فرم
این سونات دارای سه موومان است:
1. آلِگرو آسایی
2. آندانته کُن موتو ــ آتاکا
3. آلگرو ما نُن تروپو ــ پرِستو

## نمونهٔ سونات
- آیا در شنیدن پرونده مشکل دارید؟ راهنمای رسانه را ببینید.